# Bisdom Shimoga
Het bisdom Shimoga (Latijn: Dioecesis Shimogaensis) is een rooms-katholiek bisdom met als zetel Shimoga, in India. Het bisdom is suffragaan aan het aartsbisdom Bangalore. 

## Geschiedenis
Het bisdom werd opgericht op 14 november 1988, uit delen van het bisdom Chikmagalur en het aartsbisdom Bangalore. 

## Parochies
Het bisdom had in 2022 een oppervlakte van 22.893 km2 en telde 5.549.000 inwoners waarvan 0,3% rooms-katholiek was.

## Bisschoppen
- Ignatius Paul Pinto (14 november 1988 - 10 september 1998)
- Gerald Isaac Lobo (3 december 1999 - 16 juli 2012)
  - Henry D’Souza (apostolisch administrator: 16 oktober 2012 - 7 mei 2014)
- Francis Serrao (19 maart 2014 - heden)

## Galerij van afbeeldingen

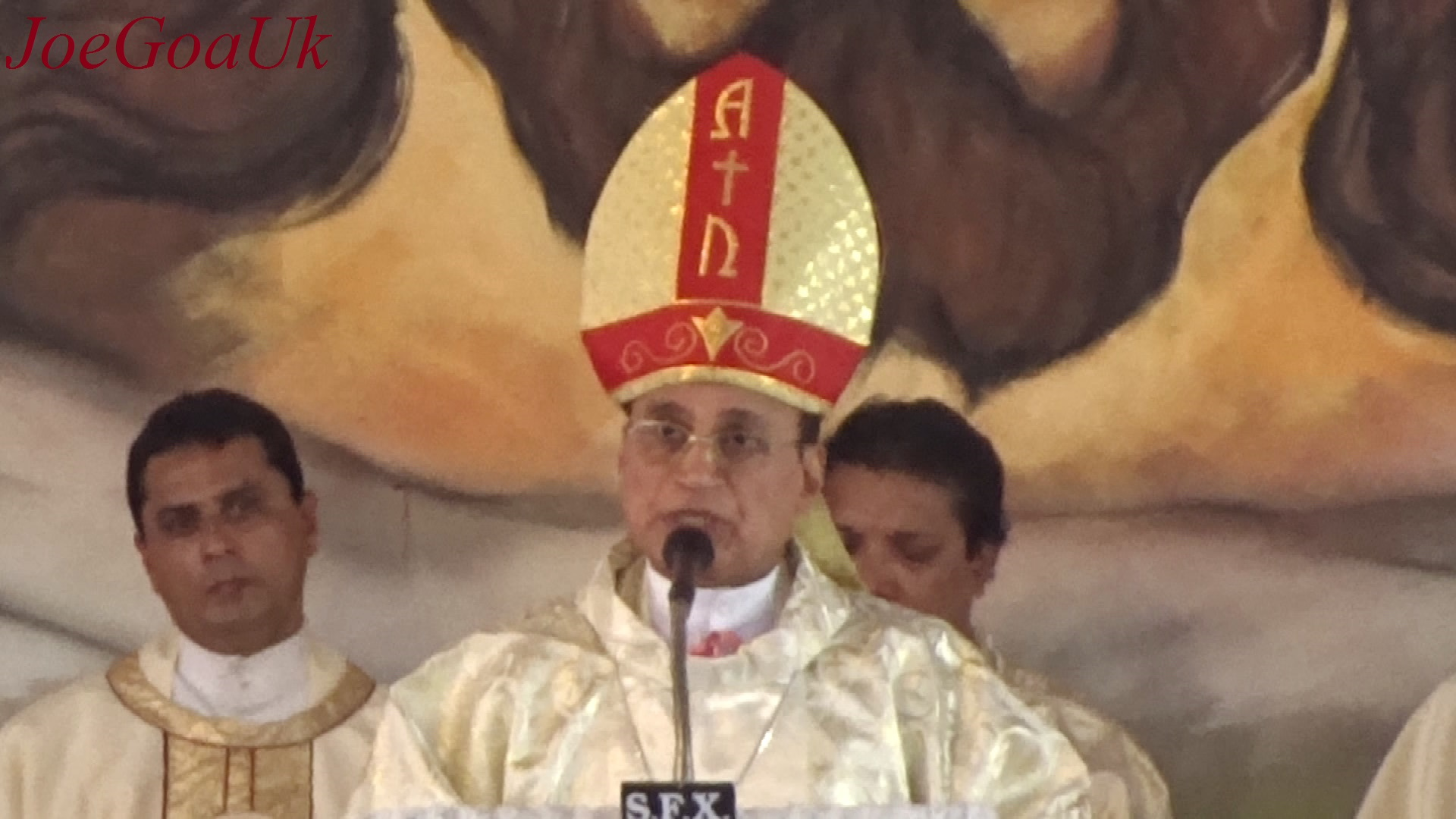
Bisschop Gerald Isaac Lobo (1999-2012)

Bangalore (aartsbisdom) · Belgaum · Bellary · Chikmagalur · Gulbarga · Karwar · Mangalore · Mysore · Shimoga · Udupi